# عبد القيوم خان كشميري
عبد القيوم خان كشميري (بالأردوية: عبدالقیوم خان کشمیری)‏، (16 يوليو 1901 - 23 أكتوبر 1981) هو شخصية بارزة في السياسة البريطانية الهندية ثم في السياسة الباكستانية خاصة في المقاطعة الحدودية الشمالية الغربية، حيث كان نائب رئيس مجلس المقاطعة ورئيس وزراء المقاطعة والتي عُرفت فيما بعد بخيبر باختونخوا، وشغل منصب وزير الداخلية الباكستاني في الحكومة المركزية من 1972 إلى 1977.

## نشأته
ولد عبد القيوم خان في ولاية شترال، من أصل كشميري. كان والده خان عبد الحكيم في الأصل من قرية وانيغام في منطقة بارامولا بجامو وكشمير، لكنه عمل في ولاية تيسيلدار في المقاطعة الحدودية الشمالية الغربية.
تلقى خان تعليمه في جامعة علكرة الإسلامية وكلية لندن للاقتصاد، وأصبح محاميًا بجمعية لنكولن.
أحد أشقائه عبد الحميد خان كان رئيس وزراء آزاد جامو وكشمير.

## حياته السياسية

### المؤتمر الوطني الهندي
بدأ حياته السياسية في عام 1934 مع المؤتمر الوطني الهندي، وسرعان ما ارتفع خان للعمل كعضو منتخب في الجمعية التشريعية المركزية (1937-1938) ونائب زعيم المؤتمر في الجمعية، في ذلك الوقت أُعجب بخان عبد الغفار خان، وقام بتأليف كتاب بعنوان «الذهب والأسلحة على حدود باثان»، وأشاد فيه بغفار خان وأدان جناح ونظرية الدولتين. قال عبد القيوم خان أن المقاطعة الحدودية الشمالية الغربية ستقاوم تقسيم الهند بدمائها. ثم تحوّل ولائه إلى الرابطة الإسلامية في عام 1945. وادعى لاحقًا أن غفار خان كان يخطط لاغتيال جناح.  وحظر كتابه الخاص بعد أن أصبح رئيس الوزراء في مقاطعة الحدود الشمالية الغربية.

### رابطة عموم مسلمي الهند
في انتخابات مجالس المحافظات لعام 1946 قام خان بحملة من أجل رابطة عموم الهند، وفاز حزب الرابطة الإسلامية بـ 17 مقعدًا فقط مقارنة بـ 30 مقعدًا لحزب المؤتمر. وشكل حزب المؤتمر حكومة المقاطعة تحت رئاسة خان عبد الجبار خان.
تولى عبد القيوم خان مسؤولية زعزعة استقرار حكومة المؤتمر في المقاطعة من خلال إثارة الشوارع والخطابة الإيديولوجية واكتساب الضباط المسلمين المتعاطفين في الحكومة، وفي النهاية قرر البريطانيون إجراء استفتاء لتحديد السيادة التي يجب أن تذهب إليها المقاطعة، وطالب عبد الغفار خان بدولة منفصلة من «باختونستان» تضم كل من المقاطعة الحدودية الشمالية الغربية وأجزاء البشتون من أفغانستان، ولكن الراج البريطاني رفض ذلك، فقاطع هو وحزبه الاستفتاء الذي أجرته الحكومة البريطانية، وفازت الرابطة الإسلامية بنتيجة سهلة لباكستان (28924 صوتًا مقابل 2,874 للهند).

### حرب كشمير الأولى
كان قيوم خان أحد المحرضين الرئيسيين لحرب كشمير الأولى ، إن لم يكن المحرض الرئيسي.